# Manley Angell James
Manley Angell James, britanski general, * 1896, † 1975.